# Parabuthus muelleri
Espèce
Parabuthus muelleri est une espèce de scorpions de la famille des Buthidae.

## Distribution
Cette espèce est endémique de Namibie. Elle se rencontre dans les régions d'Hardap et de ǁKaras.

## Description
La femelle holotype mesure 69,96 mm et la femelle paratype 61,82 mm.
Les mâles décrits par Prendini en 2003 mesurent 70,71 mm et 75,28 mm.

## Étymologie
Cette espèce est nommée en l'honneur de Gerbus J. Müller.

## Publication originale
- Prendini, 2000 : « A new species of Parabuthus Pocock (Scorpiones: Buthidae), and new records of Parabuthus capensis (Ehrenberg), from Namibia and South Africa. » Cimbebasia, no 16, p. 201-214 (texte intégral).